# Región de Tōhoku
La región de Tōhoku (japonés: 東北地方; Romanización Hepburn: Tōhoku-chihō) es un área geográfica en la isla principal de Japón, Honshū. Esta zona es conocida también como Michinoku (みちのく).
Esta región es considerada el último refugio de los ainu en Honshū y fue escenario de muchas batallas, Tōhoku conserva la reputación de región alejada y hostil, ofreciendo un paisaje impresionante y un clima áspero. Tōhoku ha sido inmortalizada por la obra del poeta haiku Matsuo Bashō, Oku no Hosomichi (El estrecho camino a través del norte profundo).

## División administrativa

Prefecturas de la región de Tōhoku

La región está compuesta por seis prefecturas:
- Akita
- Aomori
- Fukushima
- Iwate
- Miyagi
- Yamagata

## Terremoto de 2011
En esta región se ubicó el epicentro del gran terremoto del 11 de marzo de 2011, que alcanzó una magnitud de 9,0 en la escala de Richter y se ubicó en la prefectura de Miyagi, 130 km al este de Sendai, parte de la zona costera de esta región fue severamente afectada durante el tsunami posterior a este sismo y la prefectura de Fukushima ha tratado de solucionar el desastre nuclear que provocó la central nuclear de Fukushima Daichii 1.